# Need for Speed: Most Wanted (videójáték, 2005)
A Need for Speed: Most Wanted (röviden NFS: MW) egy árkád stílusú versenyjáték, melyet az EA Canada fejlesztett és az Electronic Arts adott ki 2005 novemberében. A Need for Speed széria tizedik darabja, melyben az utcai versenyek állnak a középpontban és a Need for Speed: Underground epizódokban megismert tuningolási lehetőségek is visszaköszönnek. A játékot a Need for Speed: Carbon című folytatás követte, majd később, 2010-ben megjelent az ingyenes Need for Speed: World, amiben Rockport és Palmont városa is szerepel, ily módon kapcsolva össze a két játékot.
A Most Wanted Game Boy Advance, Microsoft Windows, Nintendo DS, Nintendo GameCube, PlayStation 2, Xbox platformokra, illetve mobiltelefonokra is megjelent és a sorozat első olyan darabja volt, mely Xbox 360 konzolra is elkészült. Később a PlayStation Portable változat is megjelent, mely Need for Speed: Most Wanted: 5–1–0 címet kapta. 2012 májusában a PlayStation 2 változat felkerült a PlayStation Store kínálatába, így a játék PlayStation 3 konzolokon is elérhetővé vált. 2012. június 1-jén bejelentették, hogy reboot készül a játékból, melynek fejlesztését a brit Citerion Games végezte.

## A feketelista
- 15: Ho Seun (Sonny) - Volkswagen Golf GTI
- 14: Vince Kilic (Taz) - Lexus IS300
- 13: Victor Vasquez (Vic) - Toyota Supra
- 12: Isabel Diaz (Izzy) - Mazda RX-8
- 11: Lou Park (Big Lou) - Mitsubishi Eclipse
- 10: Karl Smit (Baron) - Porsche Cayman S
- 9: Eugene James (Earl) - Mitsubishi Lancer EVOLUTION VIII
- 8: Jade Barrett (Jewels) - Ford Mustang GT
- 7: Kira Nakazato (Kaze) - Mercedes-Benz CLK 500
- 6: Hector Domingo (Ming) - Lamborghini Gallardo
- 5: Wes Allen (Webster) - Corvette C6
- 4: Joe Vega (JV) - Dodge Viper SRT10
- 3: Ronald McCrea (Ronnie) - Aston Martin DB9 ; (Toyota Supra)
- 2: Toru Sato (Bull) - Mercedes-Benz SLR McLaren
- 1: Clarence Callahan (Razor) - BMW M3 GTR E46 ; (Ford Mustang GT)